# Tour-en-Bessin
Tour-en-Bessin ist eine französische Gemeinde im Département Calvados in der Region Normandie mit 694 Einwohnern (Stand: 1. Januar 2022). Tour-en-Bessin gehört zum Arrondissement Bayeux und zum Kanton Trévières. Die Einwohner werden Tourois genannt.

## Geografie
Tour-en-Bessin liegt etwa neun Kilometer westnordwestlich von Bayeux. Umgeben wird Tour-en-Bessin von den Nachbargemeinden Étréham im Norden und Nordwesten, Maisons im Norden und Nordosten, Sully im Osten und Nordosten, Vaucelles im Osten, Cussy im Osten und Südosten, Cottun im Süden, Crouay im Westen und Südwesten sowie Mosles im Westen und Nordwesten.
Durch die Gemeinde führt die Route nationale 13.

## Bevölkerungsentwicklung
| 1962                      | 1968 | 1975 | 1982 | 1990 | 1999 | 2006 | 2013 |
| ------------------------- | ---- | ---- | ---- | ---- | ---- | ---- | ---- |
| 414                       | 452  | 418  | 421  | 512  | 504  | 585  | 608  |
| Quelle: Cassini und INSEE |      |      |      |      |      |      |      |

## Sehenswürdigkeiten
- Kirche Saint-Pierre aus dem 11. Jahrhundert, Monument historique
- Schloss Vaulaville aus dem 18. Jahrhundert, Monument historique
- Schloss Tour-en-Bessin aus dem 18. Jahrhundert

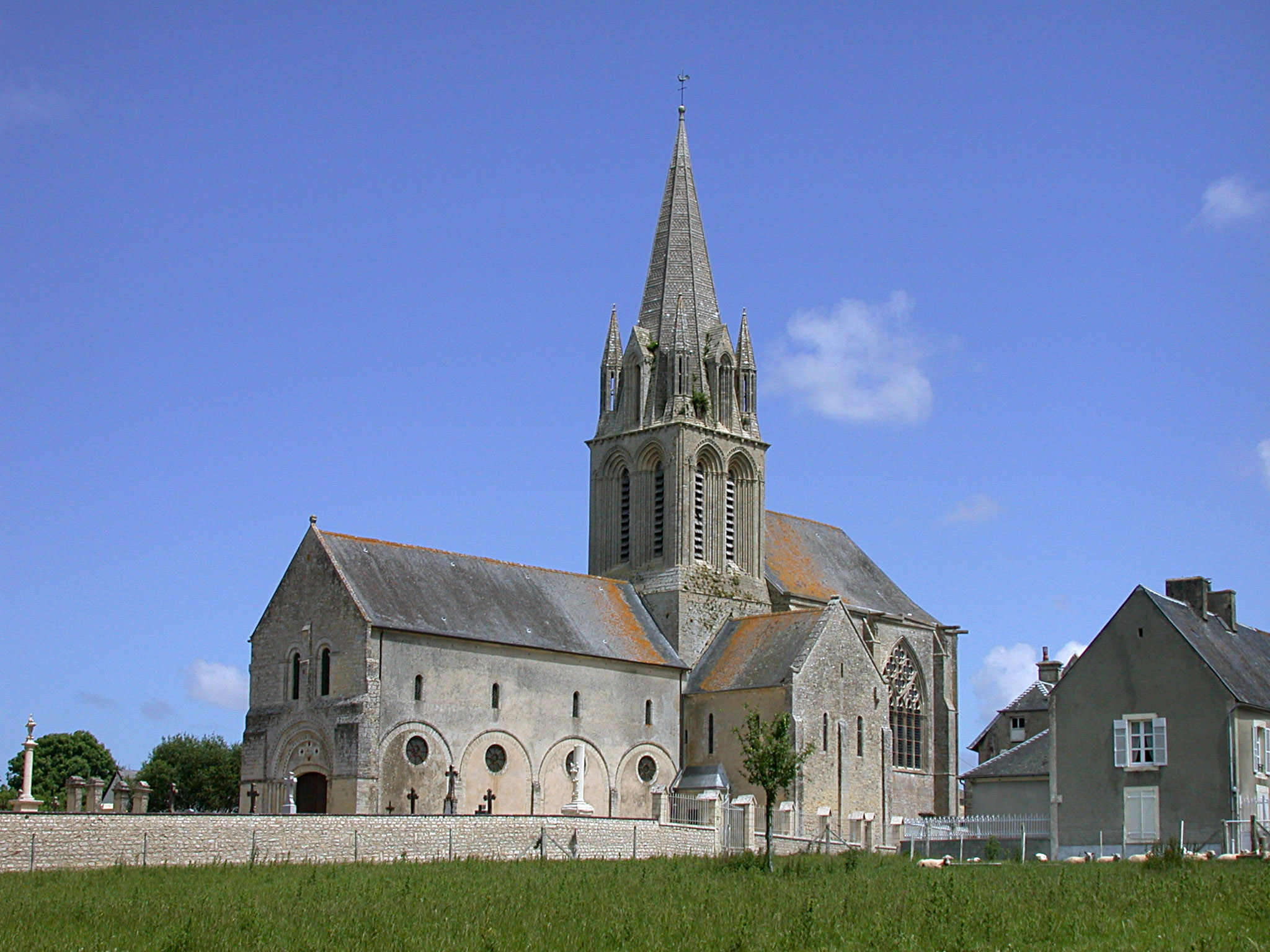
Kirche Saint-Pierre
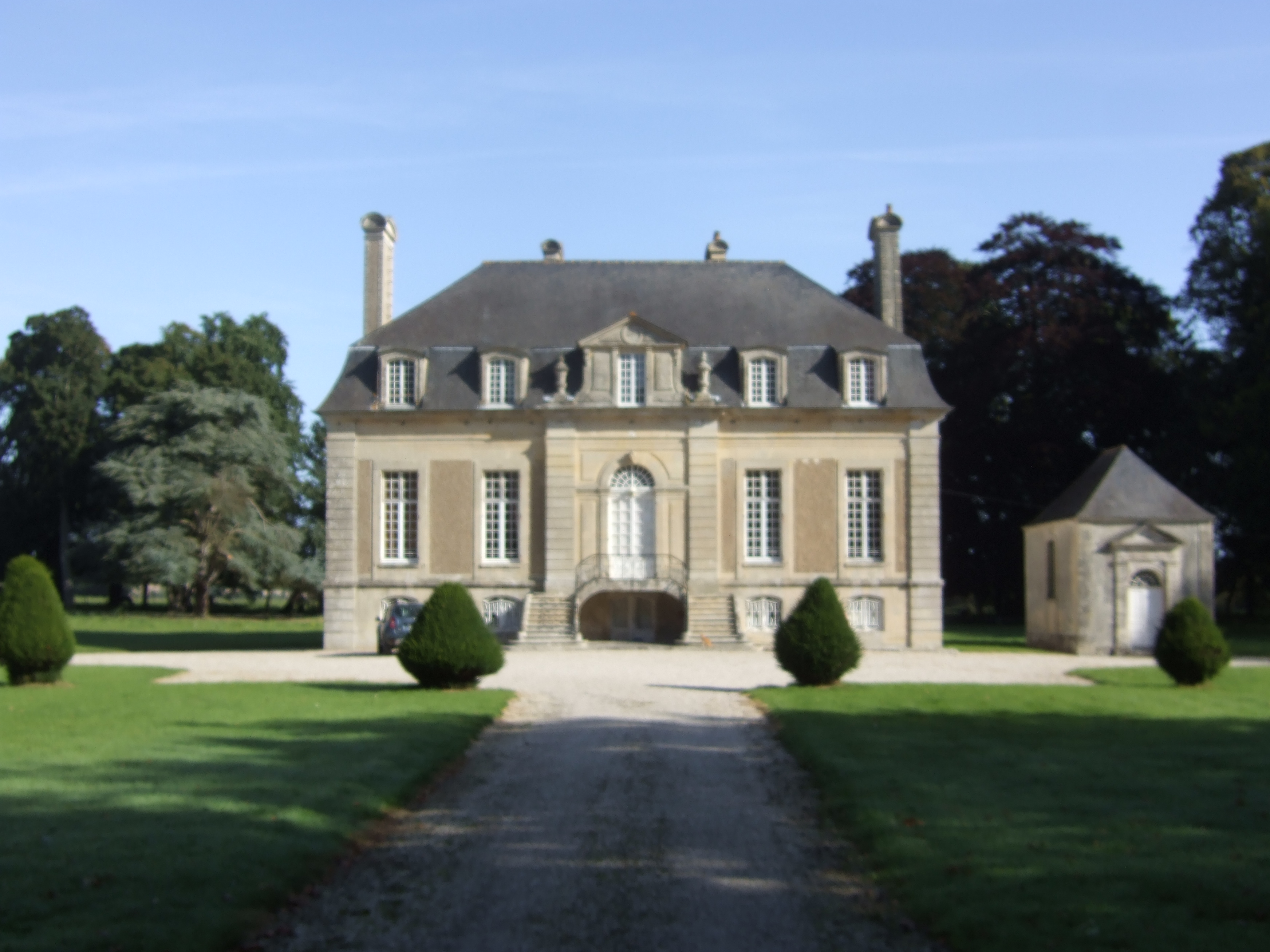
Schloss Vaulaville